# Aéroport international Midway de Chicago
Pour les articles homonymes, voir Midway.
L'aéroport international Midway de Chicago ou plus simplement aéroport Midway (code IATA : MDW • code OACI : KMDW) est un aéroport américain situé à Chicago (Illinois), à une douzaine de kilomètres du quartier des affaires du Loop (Downtown Chicago). Il est l'un des quatre aéroports internationaux de l'aire métropolitaine de Chicago après O'Hare, Rockford et Gary, et le second en importance après O'Hare. Il est principalement utilisé par des compagnies aériennes à bas prix pour des vols intérieurs. La compagnie la plus représentée à Midway est la compagnie à bas prix texane Southwest Airlines.
Pendant plusieurs années, l'aéroport international Midway était la principale plaque tournante pour ATA Airlines, mais ce service a été réduit à quatre destinations en novembre 2007 avant que la compagnie aérienne ne dépose son bilan en avril 2008, et ne cesse tous ses vols.

## Histoire
D'abord nommé Chicago Air Park en 1923, l'aéroport international Midway de Chicago a été construit sur une surface de 320 acres (soit 1 km2) et se composait d'une piste unique qui a servi principalement pour les services aériens de la poste. Le site a été sélectionné après la destruction de l'Express Air Wingfoot lorsqu'il s'est écrasé dans l'Illinois Trust and Savings Building, tuant treize personnes, et la ville a décidé de fermer la bande d'atterrissage de l'aéroport de Merrill C. Meigs Field à Northerly Island (Downtown Chicago). En 1926, le conseil municipal de Chicago louait les terres au département de l'éducation du Chicago Board of Education à des fins commerciales, à raison de 1 560 dollars par an.
En 1967, la rénovation avait commencé à l'aéroport, l'ajout de trois nouveaux halls avec 28 portes et trois guichets, et en 1968, la ville a investi 10 millions de dollars de rénovation. Les fonds ont financé en partie la construction de l'autoroute Stevenson, qui s'est avérée être une voie majeure pour les passagers de l'aéroport et Midway a vu le retour de grandes compagnies aériennes au cours de cette année, servant 1 663 074 passagers sur plus de 274 062 vols, aidée en partie par l'introduction de jets, tels que le McDonnell Douglas DC-9 et les Boeing 727 et 737, qui ont été capables d'utiliser des pistes plus courtes de Midway, ce que le Boeing 707 et Douglas DC-8 ne pouvaient pas faire.
En 1979, Midway Airlines a commencé ses activités, le premier à le faire après l'Airline Deregulation Act de 1978, et est ensuite devenu le transporteur phare à Midway, avant de terminer ses opérations en 1991. Midway Airlines a aidé à revitaliser l'aéroport et ouvert la voie à d'autres transporteurs, qui ont bénéficié de coûts plus faibles et la proximité du quartier des affaires de Downtown Chicago, de prospérer. Southwest Airlines, qui a commencé ses activités à Midway en 1985, a été un bénéficiaire type. Trois ans plus tôt, en 1982, la ville de Chicago a acheté le Chicago Board of Education pour 16 millions de dollars.
En 1996, le maire de Chicago Richard M. Daley a annoncé un vaste programme de développement de l'aéroport qui fut lancé l'année suivante. À l'époque, il était le plus grand projet de travaux publics dans l'État de l'Illinois. Pour la première fois, un parking couvert fut construit à l'aéroport de Midway et fut ouvert en 1999. Le parking offre 3000 places de stationnement payant, et est relié à l'aérogare de Midway par un accès pratique aux guichets de billets et les aires de récupération des bagages.
L'agrandissement de l'aéroport comprend également un nouveau pont piétonnier au-dessus de Cicero Avenue, construit en 2000. Le pont relie un nouveau terminal. En 2001, l'aéroport continue de s'agrandir, avec un nouveau terminal gagnant 900.000 pieds carrés (soit 84 000 m2) et offre des comptoirs de billetterie plus larges, de spacieux espaces pour la récupération des bagages, l'information des voyageurs et une courte marche vers les portes des avions.
En 2002, Midway s'est félicité du retour de la desserte internationale directe après une absence de 40 ans et de l'ouverture d'un nouveau service fédéral d'inspection des installations dans le hall A.
Le 8 décembre 2005, un Boeing 737 de la Southwest Airlines s'abîme en bout de piste de l'aéroport de Midway. Après avoir franchi les clôtures aéroportuaires, l'appareil finit sa course à l’intersection de Central Avenue et de la 55e Avenue dans les quartiers sud-ouest de Chicago percutant alors deux véhicules et faisant 13 blessés et un mort, un enfant âgé de 6 ans et passager de l'une des deux voitures.
Depuis novembre 2008, Porter Airlines vole entre Midway et Toronto. C'est le seul trajet canadien desservant l'aéroport Midway.
Le rappeur Juice WRLD y est mort le 8 décembre 2019 à la suite d'une crise d'épilepsie.

## Situation

### Carte des 30 principaux aéroports américains
| \| 500 km1:17 479 000 \| Atlanta Los Angeles Chicago · O'Hare Chicago · Midway Dallas · Fort Worth New York · JFK Newark · Liberty New York-LaGuardia Denver San Francisco Charlotte Las Vegas Phoenix Miami Houston Seattle Orlando Minneapolis · Saint-Paul Boston Détroit Philadelphie Fort Lauderdale · Hollywood Baltimore Washington · R. Reagan Washington · Dulles Salt Lake City San Diego Honolulu Tampa Portland |
| 500 km1:17 479 000 |

## Statistiques

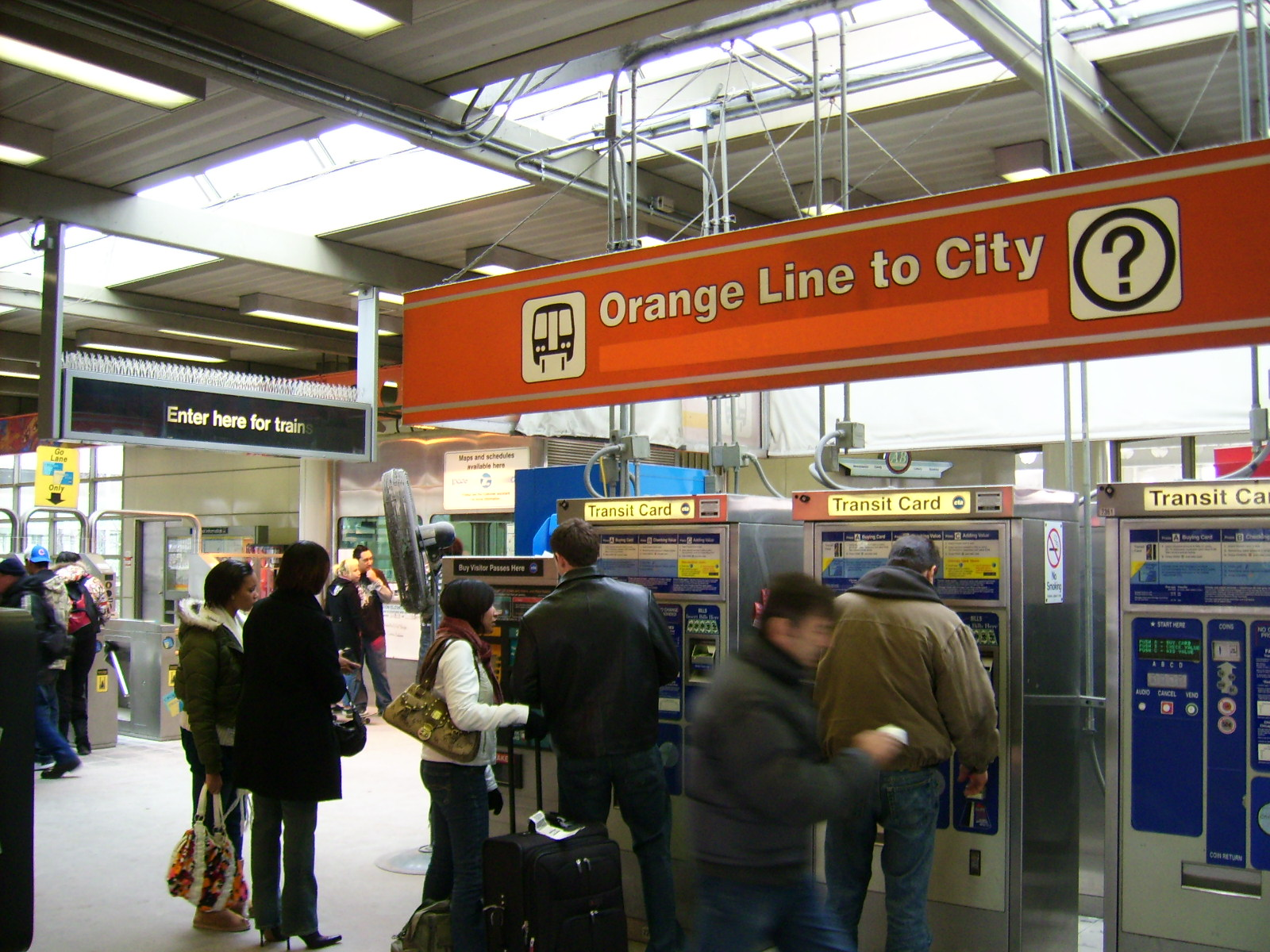
Le terminus de la ligne orange du métro de Chicago à l'aéroport de Midway.

L'aéroport international Midway de Chicago est le deuxième plus grand aéroport de passagers dans la région métropolitaine de Chicago, et est le deuxième dans l'État de l'Illinois après l'aéroport international O'Hare. En 2007, 19 378 885 passagers ont voyagé à travers l'aéroport Midway, deuxième aéroport derrière celui de O'Hare mais positionné devant l'aéroport international de Gary/Chicago et l'aéroport international de Rockford/Chicago. En 2005, l'aéroport est le 30e aéroport aux États-Unis quant au trafic passagers. Dans ses 80 années d'histoire du trafic de passagers, l'aéroport de Midway a eu 21 incidents et accidents, dont l'accident du Vol 1248 Southwest Airlines de 2005.
L'aéroport international Midway de Chicago occupe le troisième rang parmi les grands aéroports du pays pour « Le meilleur temps d'arrivée » en juin 2007, avec 75,4 % de tous les vols (8.087) arrivant à temps, une augmentation de 3,8 % sur l'année précédente[réf. nécessaire]. L'aéroport international Midway a le rang plus élevé quant à la satisfaction de sa clientèle entre les moyennes des autres aéroports (10 millions à 30 millions de passagers par an)[réf. nécessaire].
Actuellement, la ligne aérienne offre 227 départs quotidiens vers 47 destinations. AirTran est le deuxième plus grand porteur, occupant 5 des 43 portes sur l'allée centrale, et offrant plus de 15 vols quotidiens directs vers 5 destinations dont 3 sont servis durant toute l'année [réf. obsolète].

### En graphique
Pour des raisons techniques, il est temporairement impossible d'afficher le graphique qui aurait dû être présenté ici.

Voir la requête brute et les sources sur Wikidata.

## Compagnies aériennes et destinations
| Compagnies           | Destinations | Refs  |
| -------------------- | --- | ----- |
| Delta Air Lines      | Atlanta H.-Jackson En saison : Détroit | [ 1 ] |
| Delta Connection     | Détroit, Minneapolis-Saint-Paul | [ 1 ] |
| Porter Airlines      | Toronto (Billy Bishop) | [ 2 ] |
| Southwest Airlines   | - Albany, - Albuquerque, - Atlanta H.-Jackson, - Austin-Bergstrom, - Baltimore-T. Marshall, - Birmingham-Shuttlesworth (en), - Boston Logan, - Buffalo-Niagara, - Burbank-Hollywood, - Cancún, - Charleston, - Charlotte-Douglas, - Cincinnati-Northern Kentucky, - Cleveland-Hopkins, - John Glenn Columbus, - Dallas-Love Field, - Denver, - Détroit, - Fort Lauderdale-Hollywood, - Fort Myers, - Grand Rapids-G. R. Ford, - Hartford-Bradley, - Houston-W. P. Hobby, - Indianapolis, - Jacksonville, - Kansas City, - Las Vegas-Harry-Reid, - Los Angeles, - Louisville-Standiford Field, - Manchester (New Hampshire), - Memphis, - Minneapolis-Saint-Paul, - Montego Bay-Donald Sangster, - Nashville, - La Nouvelle-Orléans-L. Armstrong, - New York-LaGuardia, - Newark-Liberty, - Norfolk, - Oakland, - Oklahoma City (Will Rogers-World), - Omaha-Eppley, - Ontario, - Orlando, - Pensacola, - Philadelphie, - Phoenix-Sky Harbor, - Pittsburgh, - Portland, - Providence-T. F. Green, - Punta Cana, - Raleigh-Durham, - Sacramento, - Lambert-Saint Louis, - Salt Lake City, - San Antonio, - San Diego, - San Francisco, - San José (Californie), - Los Cabos, - San Juan - Luis-Muñoz-Marín, - Seattle-Tacoma, - Tampa, - Tucson, - Washington-Reagan En saison : - Boise, - Portland (Maine), - Reno-Tahoe, - Spokane, - Palm Beach | [ 3 ] |
| Ultimate Air Shuttle | Cincinnati (en), Manistee County-Blacker (en) | ,     |
| Volaris              | Aguascalientes , Durango, Guadalajara-M. Hidalgo y Costilla, León-Guanajuato (Bajio), Morelia, Zacatecas-L. C. Ruiz | [ 7 ] |

Édité le 20/05/2019

## Privatisation
Le 20 avril 2009, un contrat de 2,5 milliards de dollars visant à privatiser l'aéroport par un bail de 99 ans a tourné court quand le consortium n'a pas pu rassembler le financement. La ville a conservé 125 millions de dollars de fonds. Le consortium opérant sous le nom de Midway Investment and Development Company LLC composait les services de l'aéroport de Vancouver, du Citi Infrastructure Investors et du Boston John Hancock Life Insurance.
Le marché lui a été attribué en octobre 2008 par le conseil municipal qui l'a approuvé par un vote de 49 contre 1. Le consortium aurait exploité l'aéroport et les parkings. Toutefois, la ville de Chicago aurait continué de fournir des services d'incendie et de police.

## Desserte en transports en commun

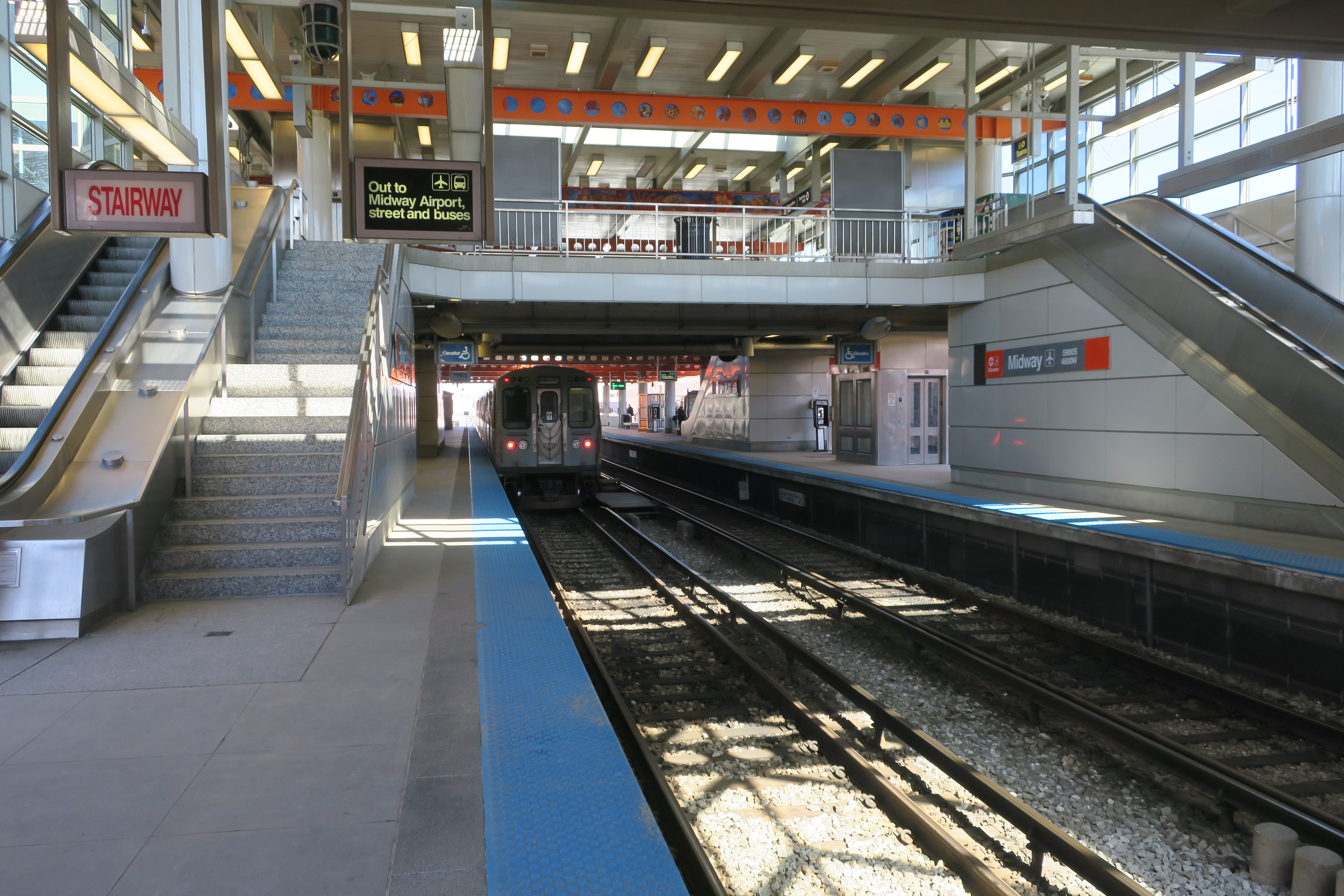
Terminus de la ligne orange à l'arrêt Midway.

L'aéroport international Midway est accessible en métro grâce à la ligne orange du métro de Chicago à la station Midway. Un trajet dure environ 25 minutes jusqu'au centre-ville de Chicago et la ligne est très prisée par les hommes d'affaires du Loop. Des bus de la Chicago Transit Authority (CTA) desservent également l'aéroport.